# Uri Ariel

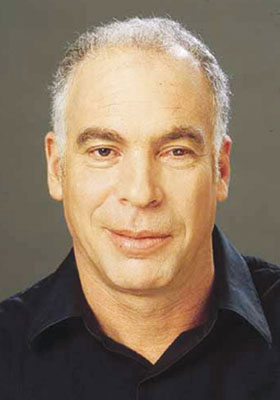
Uri Ariel (2007)

Uri Yehuda Ariel (hebräisch אורי אריאל; * 22. Dezember 1952 in Afula) ist ein israelischer Politiker (HaBajit haJehudi, Tkuma). Von 2013 bis Mai 2015 war er Minister für Bau- und Wohnungswesen im Kabinett Netanjahu III und von Mai 2015 bis November 2019 Minister für Landwirtschaft im Kabinett Netanjahu IV.

## Biografie
Uri Ariel diente in den Israelischen Verteidigungsstreitkräften (IDF), bis er im Rang eines Majors ausschied. Er engagierte sich in der Bewegung israelischer Siedlungen in den besetzten Gebieten, war Generalsekretär der Siedlerorganisation Amana und des Yesha-Rats sowie Vorsitzender des Gemeinderats der Siedlung Bet El im Westjordanland.
Ariel zog 2001 als Nachrücker für den ermordeten Rechaw’am Ze’ewi auf der Liste der Nationalen Union in die Knesset ein. 2003 wurde er auf Listenplatz sechs seiner Parteienkoalition wiedergewählt. Aus Protest gegen die beschlossene Räumung der Siedlungen zog er 2005 nach Kefar Darom und 2006 nach Amona. 2006 wurde er auf der gemeinsamen Liste von Nationaler Union und Nationalreligiöser Partei als Parlamentarier bestätigt.
Während des Sukkot-Festes im Jahre 2006 stieg Ariel auf den Tempelberg, um zu sagen, dass er eine Synagoge dort zu bauen gedenke. Auf dem Tempelberg befindet sich der Felsendom und die Al-Aksa-Moschee, zwei bedeutende islamische Heiligtümer.
2008 kritisierte Ariel den Beschluss der Knesset, dass Angela Merkel in der Knesset deutsch sprechen dürfe, mit den Worten: They are Amaleks, they are the mother of all Amaleks. The Jews must not return to be doormats. („Sie sind Amalekiter, sie sind die Mutter aller Amalekiter. Die Juden dürfen nicht wieder zu Fußabtretern werden.“) Die Amalekiter waren laut Tora Feinde der Juden, die von den Juden ausgerottet worden waren.
2010 veröffentlichten rechtsextreme israelische Rabbiner einen Brief, in dem sie dazu aufforderten, keine Wohnungen mehr an Palästinenser bzw. israelische Araber zu vermieten und diese auch nicht als Arbeitnehmer einzustellen. Außerdem sollten Jüdinnen keine Beziehungen mit Nichtjuden eingehen. Nahezu das gesamte israelische politische Spektrum lehnte diesen Brief ab. Holocaust-Überlebende sprachen von „ersten Anzeichen von Neofaschismus“. Ariel gehörte zu den Befürwortern der diskriminierenden Maßnahmen.
Nachdem rechtsextreme jüdische Siedler der hill top youth 2011 einen israelischen Armeestützpunkt attackiert hatten, protestierte Ariel gegen israelische Soldaten, die die Angreifer als „Terroristen“ bezeichnet hatten. Rufe nach tödlichen Verteidigungsmaßnahmen gegen zukünftige Angriffe lehnte Ariel ab. Im Januar 2012 gab Ariel zu, den Extremisten Informationen bezüglich Truppenbewegungen der israelischen Armee gegeben zu haben. Er sagte dazu: If a person who transfers information about IDF movements is a spy, then I am a spy. („Wenn eine Person, die Informationen bezüglich Truppenbewegungen der israelischen Armee weitergibt, ein Spion ist, dann bin ich ein Spion.“) Die rechte Siedlerorganisation NGO Matot Arim wählte Ariel 2011 zum erfolgreichsten rechtsgerichteten Mitglied der Knesset und 2012 zum zweitrechtesten Mitglied der Knesset.
Als vehementer Befürworter für die Erhaltung und den Ausbau israelischer Siedlungen in den besetzten Gebieten gilt er als konsequent der politischen Rechten zugehörig.
2012 initiierte Uri Ariel in der Knesset die Verabschiedung eines Gesetzes, wonach Symbole und Parolen des Nationalsozialismus ausschließlich zu Lehr- und Dokumentationszwecken gezeigt werden dürfen. Zuvor hatten charedische Juden (Haredim) bei Protesten Nazi-Symbolik verwendet, um auf von ihnen behauptete Diskriminierung aufmerksam zu machen. Nach Ansicht Ariels beleidigt ein solcher, zynischer Gebrauch Überlebende des Holocaust und verletzt das Andenken der Opfer.
Nach der israelischen Parlamentswahl 2015 wurde Ariel zum Minister für Landwirtschaft ernannt. Im Januar 2019 kündigte er seinen Rückzug aus der Politik an, nachdem er bei der Wahl zum Vorsitzenden der Partei Tkuma gegen Bezalel Smotrich unterlag. Im November 2019 trat er als Landwirtschaftsminister zurück.
Uri Ariel ist verheiratet und hat sechs Kinder.